# ケチケメート
ケチケメート (Kecskemét)  [ˈket͡ʃkɛme̝ːt]（地元の発音では Köcskemét [ˈkøt͡ʃkɛme̝ːt] とも）はハンガリーの都市。バーチ・キシュクン県の県都であり、国内第8位の都市である。コダーイ・ゾルターンの出生地である。

## 位置
ケチケメートは、ブダペストとセゲドの中ほどに位置し、どちらからも86キロメートルほど離れている。国内を流れる大河、ドナウ川とティサ川の両方とも等しい距離にある。

## 歴史
ケチケメートの町周囲に人が定住した最初の跡は、5,000年ほど前に遡る。サルマタイ人が町周辺に侵攻したのは紀元前1世紀ごろである。町の歴史を初めて書いたホルニク・ヤーノシュは、サルマタイ人の定住地パルティスクムがここのどこかにあったと仮定するが、完全な定住地となったのは侵攻直後のこととされる。13世紀の初めごろ、国中に見られたように、人々は教会を中心にして人口200人から300人の7つの村を形成していた。しかし、その暮らしはモンゴル人のヨーロッパ侵攻によって破壊された。村のいくつかがクマン人の植民地化の際に復興された。
ケチケメートは重要な通商路上に位置したことから、税関や市場の場所として突出するようになった。ハンガリー王ラヨシュ1世によって特権が与えられ、1368年に町となった。ケチケメートの発展は貿易、市場の町としての重要性を持つ地理的に好ましい状況のためであった。後世、経済の繁栄が人口の増加に繋がった。
オスマン帝国の侵攻時代は、新たな発展の時期を意味した。近隣の町村の住民たちが、終わりのない戦禍やスィパーヒー領主の抑圧から逃れて、矢来に守られたケチケメートへ移ってきた。ケチケメートは絶え間ない抑圧から守られていただけでなく、その特殊で排他的な町の状況からも自然と守られていた。ケチケメートの町は、ブダにいるパシャに直接税金を払い、当時パシャの庇護を得ていた。 
ケチケメートは徐々に町の壁の影にある土地を吸収していった。これらの土地では有名な家畜の放牧が行われていた。18世紀初頭には、約3万頭のウシがほぼ2万平方キロメートルの牧草地で放牧されていた。
1710年、オーストリアの支配下に入った。18世紀終わりごろに家畜の育種が衰えを見せ始め、ほぼ100年間その他の経済成長となるものを必要としていた。18世紀最後の10年間、ワイン用ブドウの病気が地域の丘陵地帯にあるほぼ全てのブドウ畑を壊滅させた。その被害は緩い砂地帯においては深刻でなかった。1870年代には広大なワイン用ブドウ栽培を経済基盤とする栽培場が町周囲にあり、20世紀初頭には成長が見込めるものとなっていた。この過程が、当時町の周囲を特色づけていた田舎家の集合する村落、という構造の基礎となった。19世紀中に、既に重要なワイン生産地となっていた。アプリコットで作ったブランデー、バラツクパーリンカ (barackpálinka) は現在でも知られている。やがて急速な食品加工業と貿易業の成長を招いた。主都での金の増殖は、農民階級の間からブルジョワ階級を生み出すことになり、町の急速な成長の財政基盤を作った。ケチケメートの中心広場はこのころに作られた。広場を囲む建物は当時のアール・ヌーヴォー様式で建てられた。1900年に町庁舎が完成し、新しい寄宿学校は20世紀に入って最初の都市に建てられた。
この目を見張る成長が最初に打ち砕かれたのは1929年に起こった世界恐慌の時であった。第二次世界大戦と戦後の新しい共産主義体制で完全に状況は変わった。ケチケメートの成長は1950年代終わりには妨げられていた。しかし、新たな方策が見つかった。ケチケメート地方政府における再編の結果により、ケチケメートは歴史的に町の一部となってきた広大な土地を失った。新設された新たな村々は今も町との密接な関係を保っているが、当時から村々は独立した生活を歩み始めた。
1950年、ケチケメートはバーチ・キシュクン県の県都となった。これをきっかけに、町は経済を監督する特別制度において政治的・財政的に有利な立場となった。
2017年7月6日、日清食品（ハンガリー日清）の工場が市内に完成。

## 地理
ケチケメートは、広大な砂地と砂質の黄土とが混ざり合う場所にあり、標高は120メートルである。市の西部は吹きさらしの砂で覆われ、南北に平行する砂丘とそれらの中にある平野とで特徴づけられる。18世紀終わりごろから19世紀初頭、牧草地の地味が多くの場所で衰え、自然の植生を破壊し多くの場所で砂が移動したことから、町は深刻な打撃を受けた。風で吹き付けられた砂は後に植林と果樹・ワイン用ブドウの植え付けで止められた。

### 気候
ケチケメートの気候は大陸性気候で、温暖で乾燥しているが時に極端な温度変化をする。日照状況が良好なため、コムギ、アプリコット、赤ピーマン、トマトといった特産品の生育を可能にする。ケチケメートで最も暑い月は7月で、平均気温は20.9°Cである。最も寒い1月にはマイナス1.9°Cを記録する。 
初春と晩秋の霜は大ハンガリー平原でしばしば起こる。霜の傾向は例年4月中旬からなくなり、10月第3週から気温0℃を下回ると発生する。
ケチケメートは、国内で有名な地域キシュクンシャーグの中心にある。キシュクンシャーグ国立公園は1975年に設立され、多種の植物・動物を保存している。
| ケチケメート（1991年 - 2020年）の気候 | ケチケメート（1991年 - 2020年）の気候 | ケチケメート（1991年 - 2020年）の気候 | ケチケメート（1991年 - 2020年）の気候 | ケチケメート（1991年 - 2020年）の気候 | ケチケメート（1991年 - 2020年）の気候 | ケチケメート（1991年 - 2020年）の気候 | ケチケメート（1991年 - 2020年）の気候 | ケチケメート（1991年 - 2020年）の気候 | ケチケメート（1991年 - 2020年）の気候 | ケチケメート（1991年 - 2020年）の気候 | ケチケメート（1991年 - 2020年）の気候 | ケチケメート（1991年 - 2020年）の気候 | ケチケメート（1991年 - 2020年）の気候 |
| 月                                    | 1月                                   | 2月                                   | 3月                                   | 4月                                   | 5月                                   | 6月                                   | 7月                                   | 8月                                   | 9月                                   | 10月                                  | 11月                                  | 12月                                  | 年                                    |
| ------------------------------------- | ------------------------------------- | ------------------------------------- | ------------------------------------- | ------------------------------------- | ------------------------------------- | ------------------------------------- | ------------------------------------- | ------------------------------------- | ------------------------------------- | ------------------------------------- | ------------------------------------- | ------------------------------------- | ------------------------------------- |
| 最高気温記録 °C （°F）                | 18.6 (65.5)                           | 20.5 (68.9)                           | 24.8 (76.6)                           | 29.8 (85.6)                           | 34.0 (93.2)                           | 37.7 (99.9)                           | 41.7 (107.1)                          | 38.3 (100.9)                          | 36.0 (96.8)                           | 28.5 (83.3)                           | 22.9 (73.2)                           | 18.6 (65.5)                           | 41.7 (107.1)                          |
| 平均最高気温 °C （°F）                | 2.9 (37.2)                            | 5.7 (42.3)                            | 11.2 (52.2)                           | 17.8 (64)                             | 22.7 (72.9)                           | 26.3 (79.3)                           | 28.4 (83.1)                           | 28.4 (83.1)                           | 22.7 (72.9)                           | 16.8 (62.2)                           | 9.7 (49.5)                            | 3.5 (38.3)                            | 16.4 (61.5)                           |
| 日平均気温 °C （°F）                  | −0.2 (31.6)                           | 1.7 (35.1)                            | 6.1 (43)                              | 11.7 (53.1)                           | 16.5 (61.7)                           | 20.2 (68.4)                           | 22.0 (71.6)                           | 21.8 (71.2)                           | 16.9 (62.4)                           | 11.5 (52.7)                           | 5.9 (42.6)                            | 0.7 (33.3)                            | 11.2 (52.2)                           |
| 平均最低気温 °C （°F）                | −3.1 (26.4)                           | −2.2 (28)                             | 1.2 (34.2)                            | 5.6 (42.1)                            | 10.4 (50.7)                           | 14.1 (57.4)                           | 15.7 (60.3)                           | 15.3 (59.5)                           | 11.0 (51.8)                           | 6.4 (43.5)                            | 2.3 (36.1)                            | −1.9 (28.6)                           | 6.2 (43.2)                            |
| 最低気温記録 °C （°F）                | −24.6 (−12.3)                         | −22.5 (−8.5)                          | −15.1 (4.8)                           | −7.1 (19.2)                           | −2.6 (27.3)                           | 4.6 (40.3)                            | 2.0 (35.6)                            | 5.0 (41)                              | 0.1 (32.2)                            | −10.5 (13.1)                          | −19.6 (−3.3)                          | −21.2 (−6.2)                          | −24.6 (−12.3)                         |
| 降水量 mm （inch）                    | 31.2 (1.228)                          | 33.9 (1.335)                          | 43.2 (1.701)                          | 43.4 (1.709)                          | 72.7 (2.862)                          | 75.7 (2.98)                           | 79.9 (3.146)                          | 54.9 (2.161)                          | 53.3 (2.098)                          | 52.5 (2.067)                          | 46.0 (1.811)                          | 42.4 (1.669)                          | 629.2 (24.772)                        |
| 平均降水日数 （≥1.0 mm）              | 6.7                                   | 7.0                                   | 6.9                                   | 7.2                                   | 10.0                                  | 9.0                                   | 7.9                                   | 6.6                                   | 7.2                                   | 7.2                                   | 8.6                                   | 9.0                                   | 93.3                                  |
| 出典：infoclimat.fr                   |                                       |                                       |                                       |                                       |                                       |                                       |                                       |                                       |                                       |                                       |                                       |                                       |                                       |

| 平均気温の推移°C                                               |                                                                |
| -------------------------------------------------------------- | -------------------------------------------------------------- |
| 現在、技術上の問題で一時的にグラフが表示されなくなっています。 |                                                                |
|                                                                | 現在、技術上の問題で一時的にグラフが表示されなくなっています。 |

|  | 現在、技術上の問題で一時的にグラフが表示されなくなっています。 |

|  | 現在、技術上の問題で一時的にグラフが表示されなくなっています。 |

|  | 現在、技術上の問題で一時的にグラフが表示されなくなっています。 |

|  | 現在、技術上の問題で一時的にグラフが表示されなくなっています。 |

|  | 現在、技術上の問題で一時的にグラフが表示されなくなっています。 |

|  | 現在、技術上の問題で一時的にグラフが表示されなくなっています。 |

|  | 現在、技術上の問題で一時的にグラフが表示されなくなっています。 |

|  | 現在、技術上の問題で一時的にグラフが表示されなくなっています。 |

|  | 現在、技術上の問題で一時的にグラフが表示されなくなっています。 |

|  | 現在、技術上の問題で一時的にグラフが表示されなくなっています。 |

|  | 現在、技術上の問題で一時的にグラフが表示されなくなっています。 |

|  | 現在、技術上の問題で一時的にグラフが表示されなくなっています。 |

|  | 現在、技術上の問題で一時的にグラフが表示されなくなっています。 |

|  | 現在、技術上の問題で一時的にグラフが表示されなくなっています。 |

|  | 現在、技術上の問題で一時的にグラフが表示されなくなっています。 |

|  | 現在、技術上の問題で一時的にグラフが表示されなくなっています。 |

## 統計
2001年度調査で、ケチケメートの人口は107,267人であった。大多数の95%をハンガリー人が占める。少数派のロマ人が0.8%おり、彼らは独立した少数派議会を1994年に形成した。0.4%がドイツ人、0.2%がスロバキア人、4.8%がその他である。 

## 姉妹都市
| - 青森市、日本 - ヒュヴィンカー、フィンランド - リュッセルスハイム、ドイツ - コヴェントリー、イギリス - ドルンビルン、オーストリア - トゥルグ・ムレシュ、ルーマニア - テキルダー、トルコ - ガランタ、スロバキア | - リンショーピング、スウェーデン - シンフェロポリ、ウクライナ - ベレホヴェ、ウクライナ - アルクイユ、フランス - ナハリヤ、イスラエル - ヴィボー、デンマーク |

## 出身者
- コダーイ・ゾルターン - 作曲家、哲学者
- カロリー・バルザイ - プロボクサー
- エマヌエル・モール - 作曲家
- ミチナイ・ミクローシュ - サッカー選手
- ファルカシュ・アンドラーシュ - サッカー選手
- キンチェシュ・ティボル - 柔道家

## ギャラリー
- アール・ヌーヴォーの邸宅 Cifra Palota